# Нитротолуолы
Нитротолуо́лы — органические соединения, нитропроизводные толуола, с общей формулой СН3С6Н5-n(NO2)n, где n = 1, 2, 3.

## Номенклатура

Мононитротолуолы — три изомера по положению заместителя — нитрогруппы:
2-нитротолуол (о-нитротолуол, орто-)
3-нитротолуол (м-нитротолуол, мета-)
4-нитротолуол (п-нитротолуол, пара-)

Динитротолуолы (ДНТ) — шесть изомеров по положению заместителей&nbsp;— нитрогрупп:
2,3-динитротолуол
2,4-динитротолуол
2,5-динитротолуол
2,6-динитротолуол
3,4-динитротолуол
3,5-динитротолуол

Тринитротолуолы (ТНТ) — шесть изомеров по положению заместителей&nbsp;— нитрогрупп:
2,3,4-тринитротолуол
2,3,5-тринитротолуол
2,3,6-тринитротолуол
2,4,5-тринитротолуол
2,4,6-тринитротолуол
3,4,5-тринитротолуол

- Тетранитротолуол имеет 3 изомера.

## Получение
- Прямым нитрованием толуола можно присоединить одну, две или три нитрогруппы. Тетранитротолуолы можно получить лишь непрямыми способами. Присутствие метильной группы существенно облегчает процесс нитрования по сравнению с бензолом[1].
- В промышленности нитротолуолы получают жидкофазным нитрованием толуола нитрующей смесью (55-66 % H2SO4, 28-32 % HNO3 и 12-20 % Н2О) по непрерывной технологии. Продукт нитрования содержит обычно 55-60 % 2-нитротолуола, 3-4 % 3-нитротолуола и 35-40 % 4-нитротолуола, которые можно выделить после отгонки с паром избытка толуола и высушивании остатка. 4-Нитротолуол вымораживают, а 2- и 3-нитротолуолы разделяют перегонкой в вакууме.
- Технический ДНТ получают нитрованием технического мононитротолуола нитрующей смесью при 70-80°С. Продукт состоит из 2,4- и 2,6-изомеров (соотв. 75 и 20 %). Обычно их используют без разделения изомеров для получения ТНТ.
- Из тринитротолуолов практический интерес представляет 2,4,6-тринитротолуол — широко используемое взрывчатое вещество. Впервые был получен в 1863 году Юлиусом Вильбрандом. В 1891 году началось промышленное производство в Германии. В промышленности получают непрерывным противоточным нитрованием.
- Поскольку при производстве ТНТ разделение изомеров моно- и динитротолуола исторически не проводилось, да и сейчас производится не всегда, в тротиле-сырце обычно содержится смесь изомеров ТНТ, а также недонитрованный ДНТ и прочие примеси (прочая нитроароматика, тетранитрометан, продукты осмоления и др.). В случае использования такого тротила для снаряжения боеприпасов при длительном хранении и/или повышении температуры изомеры ДНТ образуют легкоплавкие эвтектические смеси и постепенно выходят из массы α-ТНТ в виде т. н. тротилового масла, в котором также растворена часть ТНТ и все низкоплавкие примеси. Эта жидкость может портить взрыватели или выходить в канал ствола артиллерийского орудия при выстреле, поэтому тротил-сырец перед использованием очищают различными способами: обработкой водным раствором сульфита натрия Na2SO3 или перекристаллизацией из горячего спирта (1:3), толуола или другого растворителя.

## Физические свойства
| Изомер                           | Молекулярная масса, г/моль | Внешний вид                  | Тплав. °С                        | Ткип. °С           | Плотность, г/см³ | Растворимость, г/100 г р-рителя   |
| -------------------------------- | -------------------------- | ---------------------------- | -------------------------------- | ------------------ | ---------------- | --------------------------------- |
| 2-нитротолуол                    | 137,15                     | желтоватая жидкость          | -10,6; -9,55метаст.; -4,1; -3,85 | 219-219,5; 222-223 | 1,1629           | Бесконечно в этаноле и эфире      |
| 3-нитротолуол                    | 137,15                     | желтоватая жидкость          | 15,5-16                          | 231                | 1,1571           | Легко растворим в этаноле и эфире |
| 4-нитротолуол                    | 137,15                     | бесцветные ромбические иглы  | 51,4; 54,5                       | 238                | 1,2860           | Легко растворим в этаноле и эфире |
| 2,3-динитротолуол                | 182,14                     | иглы                         | 63                               |                    |                  |                                   |
| 2,4-динитротолуол                | 182,14                     | желтые иглы                  | 69,5-70,5                        | 300разл.           | 1,521            | в эфире 9,4                       |
| 2,5-динитротолуол                | 182,14                     | иглы                         | 50,5; 52,5                       |                    | 1,282            | Легко растворим в этаноле         |
| 2,6-динитротолуол                | 182,14                     | ромбические иглы             | 61; 66                           |                    | 1,283            | Растворим в этаноле               |
| 3,4-динитротолуол                | 182,14                     | желтые иглы                  | 59,8                             |                    | 1,259            | Растворим в этаноле и эфире       |
| 3,5-динитротолуол                | 182,14                     | желтые иглы                  | 93                               | возгоняется        | 1,277            | Растворим в этаноле и эфире       |
| 2,3,4-тринитротолуол (тж. β-ТНТ) | 227,14                     | призмы                       | 112                              | 290-310взрыв.      | 1,620            | Легко растворим в эфире           |
| 2,3,5-тринитротолуол             | 227,14                     |                              | 92.5                             |                    | 1,620            |                                   |
| 2,3,6-тринитротолуол             | 227,14                     |                              | 109.8                            |                    | 1,620            |                                   |
| 2,4,5-тринитротолуол (тж. γ-ТНТ) | 227,14                     | желтые ромбические пластинки | 104                              | 290-310взрыв.      | 1,620            | Легко растворим в эфире           |
| 2,4,6-тринитротолуол (тж. α-ТНТ) | 227,14                     | бесцветные многогранники     | 80,7                             | 240взрыв.          | 1,654            | в эфире 3,33; в ацетоне 109       |
| 3,4,5-тринитротолуол             | 227,14                     |                              | 132.0                            | 313разл.           | 1,620            |                                   |

## Химические свойства
- Мононитротолуолы при окислении КМnО4, К2Сr2О7 или МnО2 в кислой среде образуют соответствующие нитробензойные кислоты. При электрохимическом окислении (в СН3СООН или Н2SО4) — нитробензальдегиды.
- При кипячении с раствором КОН 2-нитротолуол диспропорционирует до 2-аминобензойной (антраниловой) кислоты.
- Восстановление металлами в кислой среде (для 3-нитротолуола также в нейтральной и щелочной средах) приводит к образованию толуидинов, действие Fe или Zn в щелочной среде — к азо-, азокси- и гидразосоединениям.

## Применение
- 2- и 4-нитротолуолы применяют в синтезе толуидинов, хлорнитротолуолов, нитротолуолсульфокислот, нитротолуолсульфохлоридов, основных красителей,
- 2-Нитротолуол — реагент для обнаружения и фотометрического определения различных окислителей (Сl2, N03-, NO-2, Au(III), Cr(VI), Cu(II), Cu(III)), а также HCN в воздухе.
- 4-Нитротолуол — получение 4-нитробензойной кислоты, в производстве гербицидов и каучуков. Применяется в качестве летучего маркера пластических взрывчатых веществ для облегчения обнаружения в целях борьбы с терроризмом согласно Конвенции о маркировке пластических взрывчатых веществ[2].
- Динитротолуолы используются в органическом синтезе, красках, взрывчатых веществах, и как топливные добавки.
- 2,4,6-Тринитротолуол является одним из наиболее широко применяемых в военном деле и промышленности взрывчатых веществ.

## Токсичность
- Нитротолуолы токсичны, всасываются через кожу, окисляют гемоглобин крови в метгемоглобин, вызывают анемию, отрицательно влияют на центральную нервную систему, функцию почек и печени. Для всех мононитротолуолов ПДК 3 мг/м³, ЛД50 1,46-1,68 г/кг (мыши, перорально). Для динитротолуолов ПДК 1 мг/м³, ЛД50 0,5-0,8 г/кг (мыши, перорально).
- При остром отравлении любым из изомеров — двигательное возбуждение, затем заторможенность, нарушение координации движений, клонико-тонические судороги, слюнотечение, акроцианоз, вздутие кишечника.
- Лица, контактирующие с нитротолуолом в условиях производства, жаловались на головную боль, изжогу, повышенную утомляемость, гипергидроз.